# دشيرة عرضية
دشيرة عرضية (الاسم العلمي:Dasychira plagiata) هي نوع من الحشرات تتبع جنس الدشيرة من الفصيلة الأربوسية.